# Chersotis secreta
Chersotis secreta là một loài bướm đêm trong họ Noctuidae.